# Justyna Hankus
Justyna Hankus – polska projektantka, ilustratorka, pisarka. W 2023 zdobyła nominację do Nagrody Zajdla za powieść Dwie i pół duszy. Była także nominowana do Nagrody im. Jerzego Żuławskiego oraz Nagrody im. Macieja Parowskiego. Jest absolwentką Akademii Sztuk Pięknych w Krakowie. 

## Twórczość

### Powieści
- Dwie i pół duszy (Powergraph, 2023)

### Opowiadania
- Jezioro („Nowa Fantastyka” 10 (445) 2019)
- Cacuszko („Nowa Fantastyka” 12 (495) 2023)
- Spadek (w antologii Sny umarłych. Polski rocznik weird fiction 2023)
- latimeria, latimeria (w antologii PoznAI przyszłość. Opowiadania o umyśle i nauce, 2024)
- Sezon Hotel**** („Nowa Fantastyka” 01 (508) 2025)